# マルタン・テリエ
マルタン・アルベール・フレデリク・テリエ（Martin Albert Frédéric Terrier, 1997年3月4日 - ）は、フランス・アルマンティエール出身のサッカー選手。ドイツ・ブンデスリーガ・バイエル・レバークーゼン所属。ポジションはFW。

## クラブ経歴

### リール
1997年にフランス・アルマンティエールで生まれたテリエは、2004年にリールの下部組織に入団した。
2016年、リールのトップチームに招集されると、10月22日にスタッド・ピエール＝モーロワで行われたSCバスティア戦の84分にイヴ・ビスマに代わってリーグ・アンデビューを果たした。
2017年1月7日、クープ・ドゥ・フランスのラウンド64、ASエクセルシオールとの試合でプロ初ゴールを決めた 。4月29日にはモンペリエとのアウェイ戦でリーグ・アンでの初ゴールを決めた。

### ストラスブール
2017年8月18日、同じリーグ・アンのRCストラスブールと1年のレンタル契約を締結すると、27日のEAギャンガン戦でデビューしフル出場した 。 9月30日にはディジョンとのアウェイ戦で途中出場し、移籍後初ゴールをマークした。

### リヨン
2018年1月26日、オリンピック・リヨンに移籍し、シーズン終了まではそのままストラスブールに貸し出されることになった。
8月24日、昨シーズンに所属していたストラスブールとの試合でリヨンの選手としてデビューすると、移籍後初ゴールを決めて2-0の勝利に貢献した。

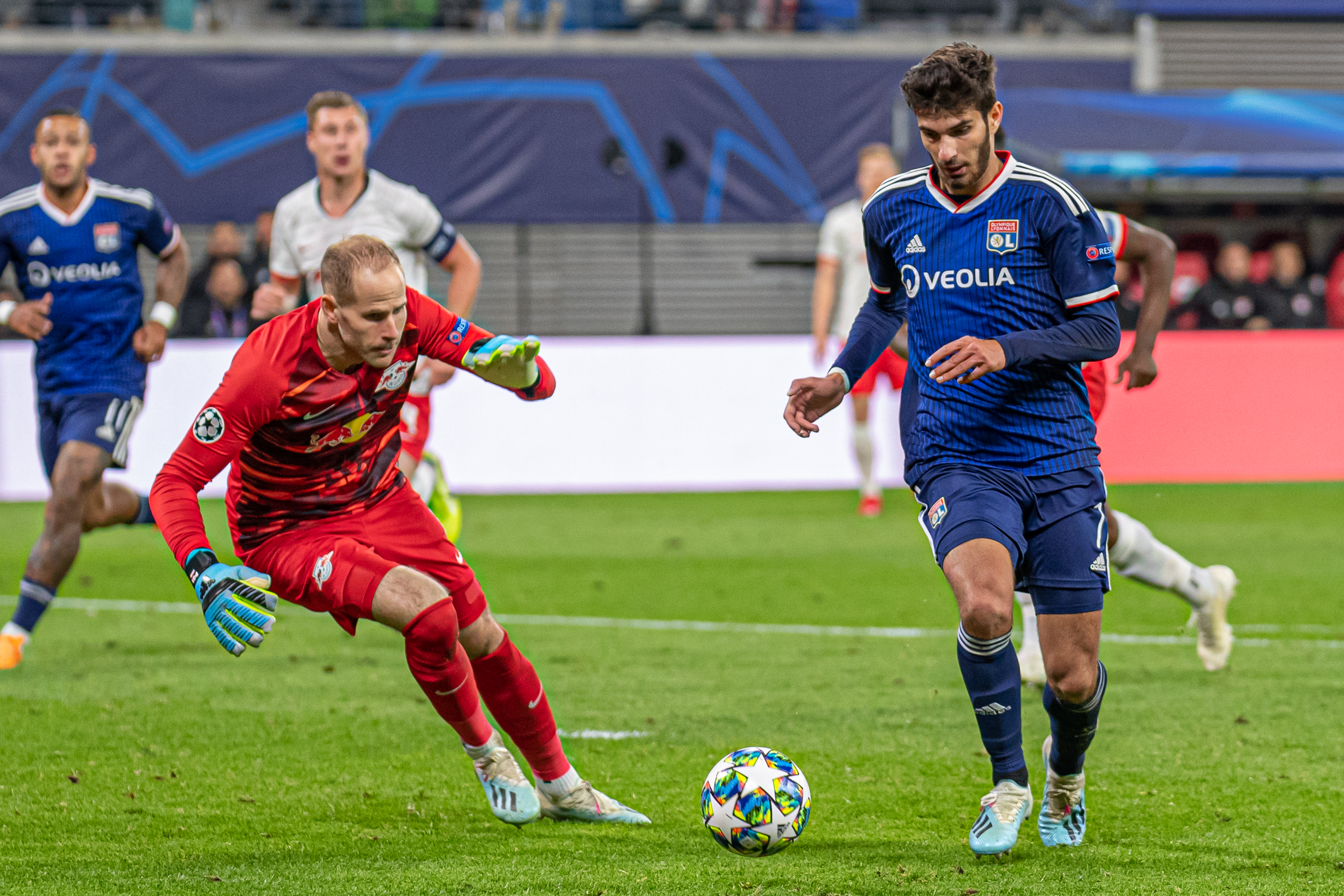
RBライプツィヒ戦でのテリエ（右）

2019年10月2日、CL・グループステージのRBライプツィヒ戦に出場するとCL初ゴールを記録した。

### レンヌ
2020年7月6日、スタッド・レンヌに2025年6月30日までの契約で移籍して、8月22日に開催されたリールとのシーズン開幕戦でデビューを果たすも、翌節のモンペリエとのホーム戦ではレッドカードをもらったため退場処分となった。
10月16日のディジョン戦では移籍後初得点となる先制点を挙げ、さらに翌年4月25日にも同じくディジョン相手に2ゴールを決め、このシーズンは最終的に9得点をマークして終えた。
2021-22シーズンの開幕直後には、デュルビ・ドゥ・ラ・ブルターニュで知られるFCナントとのダービー戦で移籍後初得点を挙げると、試合は1-0で終了しダービー戦の勝利に貢献した。さらに、12月5日のASサンテティエンヌ戦では自身初のハットトリックを記録した。このシーズン、テリエはキャリアハイとなるリーグ戦21得点を記録し得点ランキングはキリアン・エムバペ、ウィサム・ベン・イェデルに次ぐリーグ3位になった。さらに、3月のリーグ・アン月間最優秀選手とリーグ・アン年間ベストイレブンに選出された。
2022年10月16日にはローラン・ブランに監督が交代したばかりのリヨン相手に2度のヘディングでのゴールを決め、3-2の勝利に貢献した。しかし、翌年1月2日に行われたニース戦ジョルダン・ロトンバと衝突したことで右膝の前十字靭帯を負傷したため、シーズンの残りの試合は欠場することとなった。

### バイエル・レバークーゼン
2024年7月18日、バイエル・レバークーゼンに5年契約で移籍した。

## 代表歴
フランス代表として各年代でプレーした。

## 所属クラブ
- リール 2015-2017
- リール 2016-2018

→ RCストラスブール 2017-2018 (loan)
- オリンピック・リヨン 2018-2020

→ RCストラスブール 2018 (loan)
- スタッド・レンヌ 2020-2024
- バイエル・レバークーゼン 2024-

## タイトル

### 個人
- リーグ・アン年間ベストイレブン : 2021-22